# 福岡市立舞鶴中学校
福岡市立舞鶴中学校（ふくおかしりつまいづるちゅうがっこう）は、福岡県福岡市中央区城内にあった市立の中学校。

## 沿革
- 1947年4月 - 学制改革によって福岡市立15校と共に開校。
- 1948年9月 - 新校舎が落成、移転する。
- 1949年1月 - 校歌制定。
- 1949年3月 - 新校舎落成。鉄筋コンクリート製の四階建て。
- 1960年8月 - 長浜校舎から、城内の現校舎（福岡市立博多工業高等学校跡地[1]）に移転。
- 1961年3月 - 現体育館落成。
- 2014年 - 舞鶴小学校、大名小学校、簀子小学校と統合し、福岡市立舞鶴小中学校となる（施設一体型であるため、条例上は移転扱い）。現在の校舎の一部は福岡城・鴻臚館案内処「三の丸スクエア」に転用された。

隣接する住宅地と共に一体的に整備し、福岡城を復元する計画がある。

## 概要
- 生徒数225人
- 卒業生累計16300名
- 学級数10個（通常学級6、特別支援学級4）
- 教職員数22名

（2008年現在）

## 交通
- 地下鉄「大濠公園駅」から、徒歩で10分。
- 西鉄バス「美術館東口」から、徒歩で5分。

## 部活
- ソフトテニス部（女子）
- バレーボール部（女子）
- バスケットボール部（女子）
- サッカー部
- 野球部
- 水泳部
- 吹奏楽部
- 美術部
- 放送ボランティア
- 書道部